# Eurydice caudata
Eurydice caudata is een pissebed uit de familie Cirolanidae. De wetenschappelijke naam van de soort werd voor het eerst geldig gepubliceerd in 1899 door Harriet Richardson.